# Erich Mach
Erich Mach (* 18. April 1915 in Goßlershausen; † 20. Dezember 2006 in Berlin-Lichterfelde) war ein deutscher Politiker (CDU) und zudem für die Diakonie tätig.

## Leben
Mach ließ sich zum Fürsorger, Diakon und Religionslehrer ausbilden. Nachdem er von 1936 bis 1939 im Evangelischen Johannesstift in Berlin-Spandau tätig gewesen war, war er Soldat im Zweiten Weltkrieg, 1944 nahmen ihn die Amerikaner gefangen. Nach seiner Entlassung wurde er 1946 Landesdiakon für evangelische Jugendarbeit in Berlin. Er war Mitbegründer des Berliner Landesjugendrings und bis 1951 deren Vorsitzender, später Mitglied des Bundesjugendrings und Mitbegründer des Albert-Schweitzer-Kinderdorfes. 1965 berief man ihn zum Abteilungsdirektor des damaligen Diakonischen Werkes Berlin im Bereich Jugendwesen, dieses Amt übte er bis zu seiner Pensionierung 1975 aus. Von 1965 bis 1983 war Mach Kuratoriumsmitglied der Fürst Donnersmarck-Stiftung. In seinem Ruhestand war er in vielen weiteren Bereichen ehrenamtlich aktiv.

## Politik
Von 1955 bis 1965 war Mach Bezirksstadtrat für Jugend und Sport in Steglitz. Von 1967 bis 1971 gehörte er dem Abgeordnetenhaus von Berlin an und saß dort dem Jugendausschuss vor.

## Auszeichnungen
- 1975: Bundesverdienstkreuz am Bande
- 1986: Bundesverdienstkreuz 1. Klasse
- 1996: Johann-Hinrich-Wichern-Plakette des Diakonischen Werkes